# 青函往復きっぷ
青函往復きっぷ（せいかんおうふくきっぷ）は、北海道旅客鉄道(JR北海道)で発売されている特別企画乗車券である。

## 概要
- 本きっぷは、函館駅から青森駅・新青森駅及び弘前駅まで往復で特急の自由席・指定席を利用出来るきっぷである。
- なお、かつては青森側でも同種のきっぷを発売していたが、2010年12月4日の東北新幹線新青森開業に伴う｢トクトクきっぷ｣の見直しにより、発売が終了した。

## 発売額
- 函館⇒弘前(指定席用) 8,700円
- 函館⇒青森･新青森(指定席用) 7,700円･(自由席用)5,500円 
  - 小児は半額。

## 有効期間
- 4日間

## 発売箇所
- JR北海道の駅みどりの窓口・ツインクルプラザ及び道内の主な旅行会社で発売。但し、JR北海道プラザでは発売されない。